# Pan American Energy
Pan American Energy (PAE) es una empresa de energía integrada argentina, que desarrolla actividades en upstream, midstream, downstream, en generación eléctrica y en el sector de las renovables.
Fue fundada en 1997, con la fusión de las empresas Bridas y Amoco Corp. (actualmente British Petroleum). En 2017 anunció la integración con AXION Energy. y en abril de 2018 comenzó a operar sus activos conformando una empresa integrada de energía. La compañía tiene como accionistas a Bridas Corporation y BP.
En la actualidad, es la primera productora privada de petróleo y gas natural de la Argentina y opera en las cuatro principales cuencas del país: Golfo San Jorge, Noroeste, Neuquina y Marina Austral. La compañía aporta 14% de los hidrocarburos que se producen en el país y brinda empleo a más de 21.000 personas entre personal propio y contratistas. Entre 2001 y 2023, PAE lleva invertidos más de 23.000 millones de dólares en upstream en la Argentina y lidera el sector energético privado regional.
La familia Bulgheroni ocupa un lugar preponderante en la dirección de la empresa. Carlos y Alejandro Bulgheroni lideraron PAE juntos hasta el fallecimiento de Carlos en 2016. Actualmente, Alejandro ocupa la posición de Chairman Honorario y Marcos Bulgheroni, hijo de Carlos, se desempeña como Group CEO de la firma. Juan Martín, hijo de Alejandro, es Vicepresidente de Planeamiento y Estrategia dentro de las operaciones Upstream.

## Pan American Energy Group (PAEG)
En septiembre de 2017, Bridas y British Petroleum anunciaron la fusión de PAE y Axion Energy para la creación de una nueva empresa integrada de energía: Pan American Energy Group (PAEG).
Una vez implementado el acuerdo, a principios de 2018, PAEG se convirtió en el principal productor, empleador e inversor privado del sector hidrocarburífero en Argentina, contando también con presencia también en Brasil, Bolivia, México, Paraguay y Uruguay.

## Operaciones en Argentina

### Cuenca del Golfo San Jorge
El principal activo de Pan American Energy es Cerro Dragón. Se trata del yacimiento de petróleo más importante de la Argentina y el tercero en producción de gas. Está ubicado en las provincias de Chubut y Santa Cruz, en la cuenca del Golfo San Jorge, a 70 kilómetros al sudoeste de la ciudad de Comodoro Rivadavia y cuenta con una extensión total de 3.480 km². PAE obtuvo la concesión en 1997 y en 2007 las legislaturas de Chubut y Santa Cruz extendieron el acuerdo por 30 años. Esta área es la que convirtió a Chubut en la principal provincia productora de petróleo.
En Cerro Dragón se operan más de 4.500 pozos entre productores e inyectores, tanto de petróleo como gas.
A fines de la década de 1990, Cerro Dragón ya era un yacimiento maduro por lo que empezó a emplearse la técnica de recuperación secundaria. Mediante esta técnica un fluido externo, como agua, se inyecta en el yacimiento a través de pozos de inyección. El propósito de la recuperación secundaria es mantener la presión del yacimiento, desplazar los hidrocarburos hacia el pozo y aumentar la producción final.
La producción de gas comenzó recién a fines de la década de 1990 ya que hasta el momento sólo se extraía petróleo. Actualmente, Pan American Energy cuenta con tres plantas de procesamiento gasífero, Zorro I, II y III, y posicionó a Cerro Dragón como el tercer productor de gas del país.
En junio de 2012, tuvo lugar el mayor ataque contra un yacimiento en la historia petrolera argentina, cuando un grupo autodenominado “Los Dragones” ocuparon y dañaron las instalaciones. Las pérdidas fueron millonarias. Recién en 2015, Cerro Dragón logró recuperar el nivel de producción previa al conflicto y alcanzó un total de 9.032.564,8 metros cúbicos de crudo (56,8 millones de barriles).
Actualmente, PAE cuenta con más de 4.500 pozos productores en la Cuenca, 78% de ellos en proyectos de recuperación secundaria. En total, se producen 90 mil barriles de petróleo y 7 millones de metros cúbicos de gas por día. Desde 2001, se incrementó un 30% la producción de petróleo y un 130% la producción de gas.

### Cuenca Noroeste
En la Provincia de Salta, las operaciones de Pan American Energy se centran en los yacimientos San Pedrito y Macueta en el área Acambuco. En 2001, se pusieron en marcha los primeros pozos en San Pedrito y se inauguró la planta de tratamiento de gas Piquirenda. En 2006, se completó el gasoducto Macueta-Piquirenda, con una inversión de 110 millones de dólares, que significó el incremento en 2,5 millones de metros cúbicos la producción de gas en Argentina. En 2009, la UTE Acambuco (operada por PAE, con la participación de YPF, O&G, Northwest Argentina y APCO Argentina) puso en marcha la planta compresora San Pedrito que permite mantener una producción estable de los cuatro pozos extractores. En 2014, se puso en marcha el pozo MAC -1004, que implicó la construcción del primer pozo multilateral con completamiento inteligente de Argentina.
Actualmente, se produce 1 000 000 (un millón) de metros cúbicos diarios de gas, 11 % más que en 2001.

### Cuenca Neuquina
En la Cuenca Neuquina el principal proyecto de Pan American Energy es Lindero Atravesado. En 2013, PAE, comenzó con un proyecto de explotación no convencional, lo que le permitió incrementar significativamente la producción del área, alcanzando niveles de producción que el campo tenía hacía 20 años. En el área actualmente se produce tight gas, también designado como "gas de arenas compactas", "gas de baja permeabilidad" o "gas de arenas profundas". En 2022, la empresa construyó una planta de tratamiento de crudo en el yacimiento mediante una inversión de 75 millones de dólares. La obra permitió incrementar la capacidad de procesamiento de crudo del área en 20 mil barriles diarios. En noviembre de 2023, el bloque registró una producción de 1,6 mil m³/día y fue uno de los que explicó el récord de producción de petróleo en la formación Vaca Muerta. 
Argentina ocupa el segundo lugar de la clasificación entre los países con más volumen de hidrocarburos no convencionales en el subsuelo, a su vez la provincia del Neuquén es una de las zonas con mayor cantidad de reservas de este combustible en el país.
En la zona, la compañía también gestiona Bandurria Centro desde 2015. En julio de ese año, la provincia del Neuquén le otorgó la concesión por 35 años. En 2016, Pan American Energy anunció el comienzo de un piloto que contempla la perforación de 16 pozos.
Otros proyectos de la cuenca neuquina son: Aguada Pichana y Aguada San Roque. También opera Aguada Cánepa en la misma región.
En 2023 y luego de inversiones conjuntas con TotalEnergies, Harbour Energy (antes Wintershall Energía) e YPF por U$S 675 en Aguada Pichana Este (APE) y U$S 475 millones en Aguada Pichana Oeste (APO) y Aguada de Castro, se realizó una redistribución del porcentaje de activos que cada compañía tenía en cada bloque.
En APO y Aguada de Castro, PAE tiene el 60% de participación, mientras que YPF el 40%. En APE, PAE redujo su participación al 5,6% (tenía el 14% del bloque), YPF el 16,9%, Harbour Energy 22,5% y TotalEnergies acaparó la mayoría de acción con el 55%.
En 2023, el Gobierno de la Provincia del Neuquén aprobó el contrato que la empresa estatal Gas y Petróleo del Neuquén Sociedad Anónima (GyP) suscribió con Pan American Energy, para la exploración, desarrollo y producción de una nueva área, Aguada de Castro Oeste Bloques I y II, con potencial gasífero en Vaca Muerta.
Entre Aguada de Castro y el área contigua APO, dos de sus principales activos no convencionales, PAE desarrolló un hub gasífero que suma una producción de unos 9,5 millones de m³ diarios.
En 2021, Pan American Energy (PAE) y Garantizar, la Sociedad de Garantía Recíproca, firmaron un acuerdo para facilitar el acceso al crédito a pequeñas y medianas empresas estratégicas en la cuenca neuquina.
A fines de 2021 la compañía anunció que durante los próximos dos años realizará una inversión de 150 millones en infraestructura para desarrollar el área no convencional de petróleo Coirón Amargo Sureste (CASE).
Actualmente, la producción de PAE en la Cuenca Neuquina asciende a 7,3 miles de barriles de petróleo y 3,9 millones de metros cúbicos de gas natural por día. 
Acuerdo con Golar para exportación de GNL
Pan American Energy firmó un contrato con la compañía noruega Golar para la provisión de Gas Natural Licuado (GNL) a partir de 2027 a través de un buque que estará ubicado en el Golfo San Matías, entre las ciudades Sierra Grande y San Antonio Oeste, Río Negro.  
El buque hará el proceso de licuefacción (pasar el gas de su estado natural a líquido) para vender las moléculas de Vaca Muerta al exterior. Esto implicará un compromiso de inversión anual de 300 millones de dólares, desde que entre en operación. 
La locación tiene que ver con cuestiones técnicas, ya que la profundidad del agua permite que lleguen barcos de mayor porte.
Para ello, PAE y Golar crearon la empresa Southern Energy. Es el mismo sitio donde YPF anunció que construirá la planta de licuefacción en tierra y donde se levantará la terminal para exportar petróleo. 
Las empresas firmaron un acuerdo por 20 años para la instalación en la Argentina del buque Hilli Episeyo, propiedad de Golar. El barco tiene una capacidad de producción de 2,45 millones de toneladas anuales de GNL, equivalente a 11,5 millones de metros cúbicos día (m³/d) de gas natural (el 8% de la producción total del país). En caso de avanzar con el encargo de un segundo buque de licuefacción, la Argentina podría llegar a exportar 24 millones de m³/d, equivalente al 17% de la producción local (el país produce en invierno alrededor de 140 millones de m³/d). 

### Cuenca Marina Austral
La Cuenca Marina Austral se encuentra frente a las costas de la provincia de Tierra del Fuego. Allí, PAE y Harbour Energy participan de la operación liderada por Total, que implica el desarrollo de cuatro yacimientos: Carina, Aries, Vega Pléyade y Cañadón Alfa, lo que se conoce como el proyecto Fénix. Si bien la operación es llevada a cabo por TotalEnergies, junto con Harbour Energy tienen en partes iguales el 75% de la concesión del proyecto (37,5% cada una). PAE posee el 25% restante. 
De allí se extrae el 18% de la producción diaria de gas de Argentina. La producción en 2021 fue de 5 millones de metros cúbicos³ diarios de gas y se espera que en 2025 suministre 10 millones de metros cúbicos diarios de gas. Hasta 2023, la inversión proyectada es de U$S 700 millones.  

## Operaciones en México
La compañía opera el área marina Hokchi del Golfo de México mediante la empresa operadora Hokchi Energy. El área abarca 40 km² y se encuentra a 22 kilómetros de la costa. El desarrollo se realiza por la adjudicación del Contrato de Extracción, tras la segunda licitación pública internacional de la Ronda Uno convocada por la Comisión Nacional de Hidrocarburos de México en 2015.
En 2018, durante la Ronda 3 obtuvo otros dos contratos. Uno para explorar y explotar el Área 31, de 263 km² y ubicada en la Cuenca del Sureste del Golfo de México. El restante, junto a Total E&P México S.A. de C.V. y BP Exploration México, para explorar el Área 34, en la misma cuenca.
En 2020, la compañía Hokchi Energy finalizó la construcción de la infraestructura marina y comenzó la producción de hidrocarburos offshore en el campo Hokchi, ubicado en aguas someras del Golfo México, frente a las costas del Estado de Tabasco.
En 2021, la petrolera inauguró una planta capaz de procesar hasta 35.000 barriles de crudo por día. La nueva planta, cuya construcción se inició en marzo de 2019 en una superficie de más de 40 hectáreas en Tabasco, demandó una inversión de US$ 1.000 millones.
Construyó dos plataformas de producción y realizó el tendido de más 100 kilómetros de ductos marinos. Invirtió más de US$ 1.300 millones. La actividad de perforación en el campo continuará hasta 2022 y para el cierre del año 2021 habrá 7 pozos operando.
El proyecto de Hokchi Energy, filial de PAE, en total generó 3.000 empleos directos en la fase de la construcción terrestre y marina y 9.000 empleos indirectos en los servicios de soporte.
En 2022, el órgano de Gobierno de la Comisión Nacional de Hidrocarburos (CNH) autorizó a Hokchi Energy el programa de trabajo y presupuesto 2022 relacionados con el plan de desarrollo del campo Hokchi. La inversión será de US$ 233 millones, de los cuales 229 millones corresponden a gastos de inversión.

## Operaciones en Bolivia
PAE participa del desarrollo del área Caipipendi, una de las de mayor producción de gas del país. Allí se encuentra el campo Margarita-Huacaya donde se produce el gas natural que Bolivia exporta a Brasil y a Argentina. En los últimos años, este campo subió su producción de 2,6 a casi 20 millones de metros cúbicos diarios, más de un tercio de la producción de gas natural en Bolivia.
El bloque Caipipendi está operado por Repsol, la cual tiene 37,5% de la participación. El resto del consorcio está conformado por Shell, que cuenta con un porcentaje similar, y PAE, con 25%.

## Operaciones en Brasil
PAE inauguró en 2024 el Complejo Eólico Novo Horizonte, uno de los 10 parques eólicos más grandes de Brasil. A través de una asociación con Vestas en 2022, la compañía realizó la instalación de 94 aerogeneradores V150-4,5 MW en el estado de Bahía. Además, las empresas acordaron también un servicio de Active Output Management 5000 (AOM 5000) por 20 años. Este convenio permitirá la optimización de la producción de energía renovable y, al mismo tiempo, brindará certeza comercial a largo plazo.
La inversión total para poner en funcionamiento el complejo fue de 3000 millones de reales, con financiamiento propio del Banco Nacional de Desarrollo del Brasil (BNDES) y del Banco del Nordeste. La obra atraviesa seis municipios y tiene una capacidad instalada total de 423 megavatios, es decir, suficiente para abastecer con electricidad a cerca de un millón de hogares.
Ubicado en un predio de 2700 hectáreas, el parque se despliega en seis municipios del estado de Bahía: Novo Horizonte, Boninal, Ibitiara, Piatá, Oliveira dos Brejinhos y Brotas de Macaúbas. El complejo podría generar ingresos por entre US$80 millones y US$100 millones al año, dependiendo de los precios de venta. Durante los 20 meses de obra, PAE generó más de 3.200 puestos de trabajo priorizando la mano de obra local. Lo mismo sucedió con los insumos: 95% de ellos fueron producidos en Brasil.
Adicionalmente, PAE está evaluando la posibilidad de sumar potencia solar y transformar al parque en un importante proyecto híbrido. El complejo solar en evaluación tendría una potencia de 300 MW.

## Downstream
Tras la fusión con AXION energy, PAE ingresó en el mercado del downstream y pasó a ser el principal productor, empleador e inversor privado del sector petrolero en Argentina, con presencia también en Bolivia, México, Uruguay y Paraguay.
Tiene más de 600 bocas de expendio en Argentina, renovaron su red de estaciones de servicio, instalaron islas de despacho de combustibles con surtidores de última generación y fueron los primeros en ofrecer un cargador para autos eléctricos en el país.
AXION Energy refina combustibles y fabrica lubricantes para el consumidor final, así como para las industrias de la aviación, marítima, el agro, el transporte de carga y pasajeros y otras industrias. También fabrica y comercializa productos para uso petroquímico. Además, cuenta con el servicio AXION energy Agro, una línea de gas oil y lubricantes para el sector agropecuario, que posee un servicio de entrega directo al campo.
En 2019, AXION emprendió la ampliación y modernización de la refinería de Campana. Con una inversión de 1.500 millones de dólares, produce un 60% más de combustibles, en comparación con el año 2011. Además, mejoró la eficiencia energética de las instalaciones y los procesos, disminuyendo en un 99% las emisiones atmosféricas de dióxido de azufre.
En 2020 puso en marcha la nueva planta hidrotratadora de diésel (DHS), en su refinería de Campana. La nueva planta la posiciona a la altura de los estándares de calidad más exigentes del mundo para elaborar un combustible que cuenta con menos de diez partes por millón de azufre.
En 2020, presentó Quantium, el combustible con un octanaje mayor al 98%, que rinde más kilómetros por litro, limpia el motor en solo dos tanques y tiene un contenido de azufre ultra bajo, lo cual reduce el impacto de las emisiones de gases. En 2022, lanzó AXION DIESEL X10, combustibles de la misma calidad que Quantium pero pensado para el agro y con el foco en extender la vida útil de los motores.
En 2021, la empresa incorporó a 13 expendedoras de su red desfibriladores para que estén a disposición de los colaboradores y de la comunidad ante cualquier emergencia previo del arribo del SAME. La iniciativa incluye la capacitación de todo el personal, el buen uso de los aparatos y la importancia de la detección temprana de los síntomas para una atención eficaz, aplicar técnicas de Reanimación Cardiopulmonar (RCP) y primeros auxilios.

## PAE y las energías renovables
En 2016, PAE inició su trayectoria en la generación de energía eólica, al integrar el consorcio que resultó adjudicataria de un contrato de abastecimiento de Energía Renovable con CAMMESA, bajo el programa RenovAr lanzado por el Gobierno Nacional. Así, la compañía comenzó a planificar la construcción del Parque Eólico Garayalde, en la provincia de Chubut, que hoy cuenta con una capacidad de 24.15 MW a través de los aerogeneradores que tienen la capacidad de satisfacer el consumo eléctrico de + de 30.000 hogares, y la construcción de una Estación Transformadora para vincular el parque con la red del Mercado Eléctrico Mayorista.
En 2018, se puso en marcha el Parque Eólico Garayalde, el primer desarrollo de Pan American Energy (PAE) en el mercado de las energías renovables, con una inversión cercana a los 40 millones de dólares.
En 2021, la compañía anunció la puesta en marcha de su último parque eólico Chubut Norte IV, que contó con una inversión en conjunto con Genneia cercana a los US$120 millones y tiene una potencia instalada de 83MW. 
El parque eólico Chubut Norte IV está situado en cercanías de la ciudad de Puerto Madryn y cuenta con 19 aerogeneradores Nordex, que con 4,4 MW cada uno se encuentran entre los de mayor potencia en el país y fueron instalados a lo largo de una superficie de 2696 hectáreas. 
En 2021, entró en operación el parque eólico Chubut Norte III tras una inversión de U$S 81 millones entre PAE y Genneia. Funciona en el mismo predio Parque Eólico Chubut Norte IV; también desarrollado por ambas compañías.  
Cuenta con una potencia instalada de 57,66 megavatios; resultado de 13 aerogeneradores de tecnología Nordex, que, con una capacidad de 4,4 MW cada uno, se encuentran entre los de mayor potencia y altura del país. A su vez, tiene la capacidad de producir anualmente 399.100 MWh de nueva energía renovable.
En 2022, la compañía aseguró que se encuentra en desarrollo un nuevo parque eólico, éste ubicado en el yacimiento Cerro Dragón. Está previsto que tenga una capacidad de 150 MW. Asimismo, PAE confirmó que analiza que dicho emprendimiento eólico produzca hidrógeno o amoníaco.
En 2024, PAE finalizó la construcción del Complejo Eólico Novo Horizonte, un parque eólico en el estado de Bahía, Brasil. El complejo cuenta con 94 aerogeneradores y una capacidad instalada de 423 MW, con una producción estimada de 2.000.000 MW h/año. La financiación de U$S 600 millones se realizó con fondos propios y créditos del Banco Nacional de Desarrollo del Brasil (BNDES) y del Banco del Nordeste.

## Reconocimientos
Pan American Energy recibió el premio que otorga la Revista Fortuna a mejor empresa petrolera en 2010, 2012, 2013, 2015, 2017 y 2019.
En 2015, Pan American Energy fue galardonada con el “Premio Hexágono”, una distinción que otorga la Escuela de Negocios IDEA. Se destacó su esfuerzo en capacitación y desarrollo de los recursos humanos por el "Programa Pymes".
En 2016, recibió el Premio Eikon en la categoría Marketing Social" por el programa "Creciendo Juntos".
En 2018, la Fundación Konex les otorgó un Premio Konex - Diploma al Mérito como una de las empresas más importantes de la última década en la Argentina.
En 2021, la empresa se destacó por volver a ser la máxima ganadora de los Premios Eikon. El Programa Pymes PAE y el Plan de Acción Integral por Covid-19, en la categoría de Sustentabilidad, fueron los principales galardones que recibió.
En 2022, PAE se convirtió por tercer año consecutivo en la empresa que más estatuillas Eikon ganó en la historia del certamen, con 16. En esta edición resaltaron acciones que apuntaron al público interno y a destacar a la empresa como lugar de trabajo atractivo, como el caso de Marca Empleadora y la campaña Docuseries.
E 2023, la compañía consiguió 10 distinciones. Nuevamente fue la que más premios consiguió y se destacó en disciplinas como sustentabilidad, comunicación digital y social y marketing.
En 2024, la World Refining Association entregó el premio a la mejor refinería del año de América Latina a la refinería de AXION energy (la marca comercial de PAE) ubicada en Campana, provincia de Buenos Aires.